# Axiopoena manissadjiani
Axiopoena manissadjiani là một loài bướm đêm thuộc phân họ Arctiinae, họ Erebidae.